# Bethesda

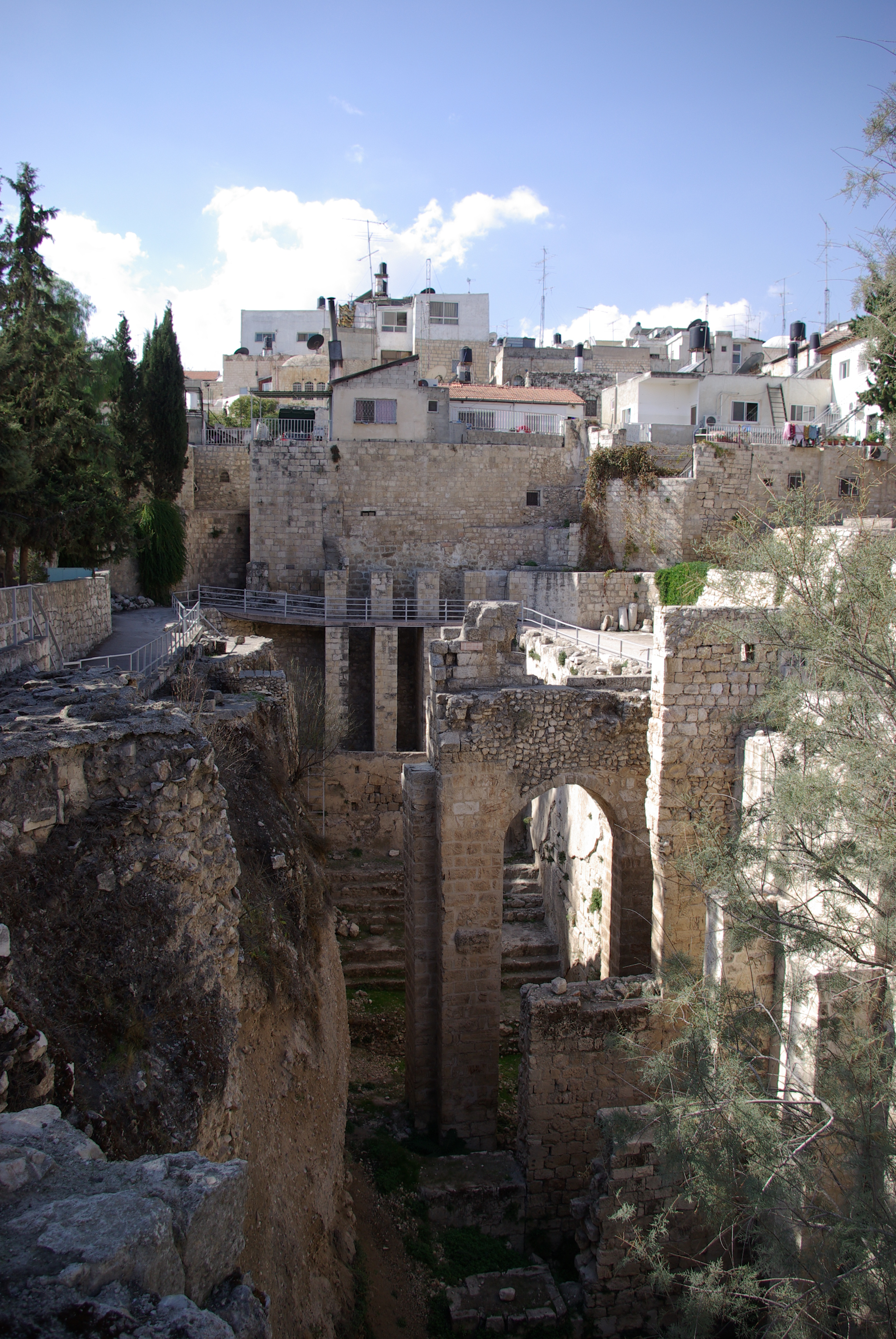
Bethesda

Bethesda (aramäisch בֵּית חֶסְדָא Beit Chesdā, deutsch ‚Haus der Gnade‘) ist eine Jerusalemer Zisterne, der auch heilende Kräfte zugesprochen wurden.

## Name
Der Name Bethesda wird im Bibellexikon mit Haus der Barmherzigkeit übersetzt. Die verschiedentlich angezweifelte Form des Namens ist durch die Kupferrolle von Qumran bestätigt worden. Dort wird die Teichanlage – in der Dualform zu Bethesda – als beijt-chesdatajin bezeichnet. Auch das kleinere Bassin wird in der Kupferrolle von Qumran erwähnt.

## Geschichte
Bereits in vorhasmonäischer Zeit entstand in der Nähe des Schaftores durch die Abmauerung eines kleinen Talkessels eine Zisterne. Im 1. Jahrhundert v. Chr. wurde mit einer zweiten Staumauer ein weiteres Becken südlich des ersten Beckens geschaffen. Ein Schacht-Kanal-System, durch das es möglich war, Wasser aus dem hinteren Becken ohne Vermischung am vorderen Becken vorbei zu leiten, deutet auf unterschiedliche Wasserqualität in den verschiedenen Becken hin. Darüber hinaus lässt der Beiname „Schafteiche“ zumindest vermuten, dass das Wasser auch zur Reinigung der durch das Tor zum Tempel getriebenen Tierherden diente. Durch die zunehmende Überbauung der Umgebung verloren die Zisternen jedoch bis zur Regierungszeit Herodes des Großen an Bedeutung und verlandeten allmählich.
Im 1. Jahrhundert n. Chr. nahm stattdessen die kultische Verehrung des Bethesdawassers zu. Während biblische Befunde (s. u.) bereits für die erste Hälfte des 1. Jahrhunderts n. Chr. ein Kultheiligtum annehmen lassen, gibt es archäologische Nachweise erst aus der Zeit nach der Zerstörung Jerusalems 70 n. Chr. (Jüdischer Krieg). Aus dieser Periode sind unmittelbar östlich der Zisternenbecken Reste eines Heiligtums des Serapis/Äskulap erhalten, bei dem um ein zentrales Wasserreservoir mehrere kleine Baderäume angeordnet sind, in die das Wasser geleitet wurde. Daneben zeigen Votivgaben, dass sich tatsächlich Personen durch dieses Wasser geheilt glaubten.
In der byzantinischen Zeit im 5. Jahrhundert wurden die Becken mit Bogenkonstruktionen überwölbt und darauf eine dreischiffige Basilika errichtet. Von dieser Kirche und von ihren Nachfolgekirchen sind nur noch Reste erhalten. Während zumindest für die byzantinische Basilika aufgrund ihrer Lage über den Teichen ein besonderes Gedenken des Heilungswunders Jesu angenommen werden kann, ist die 1142 von den Kreuzfahrern östlich der Becken erbaute St.-Anna-Kirche ein Ausdruck der Marienfrömmigkeit.
1856 wurde das gesamte Areal – die Teiche und die St.-Anna-Kirche – von Sultan Abdülmecid I. dem Krimkriegs-Verbündeten Napoleon III. überlassen. Frankreich übertrug die Verwaltung des Geländes 1874 den Weißen Vätern.

## Biblische Erwähnung

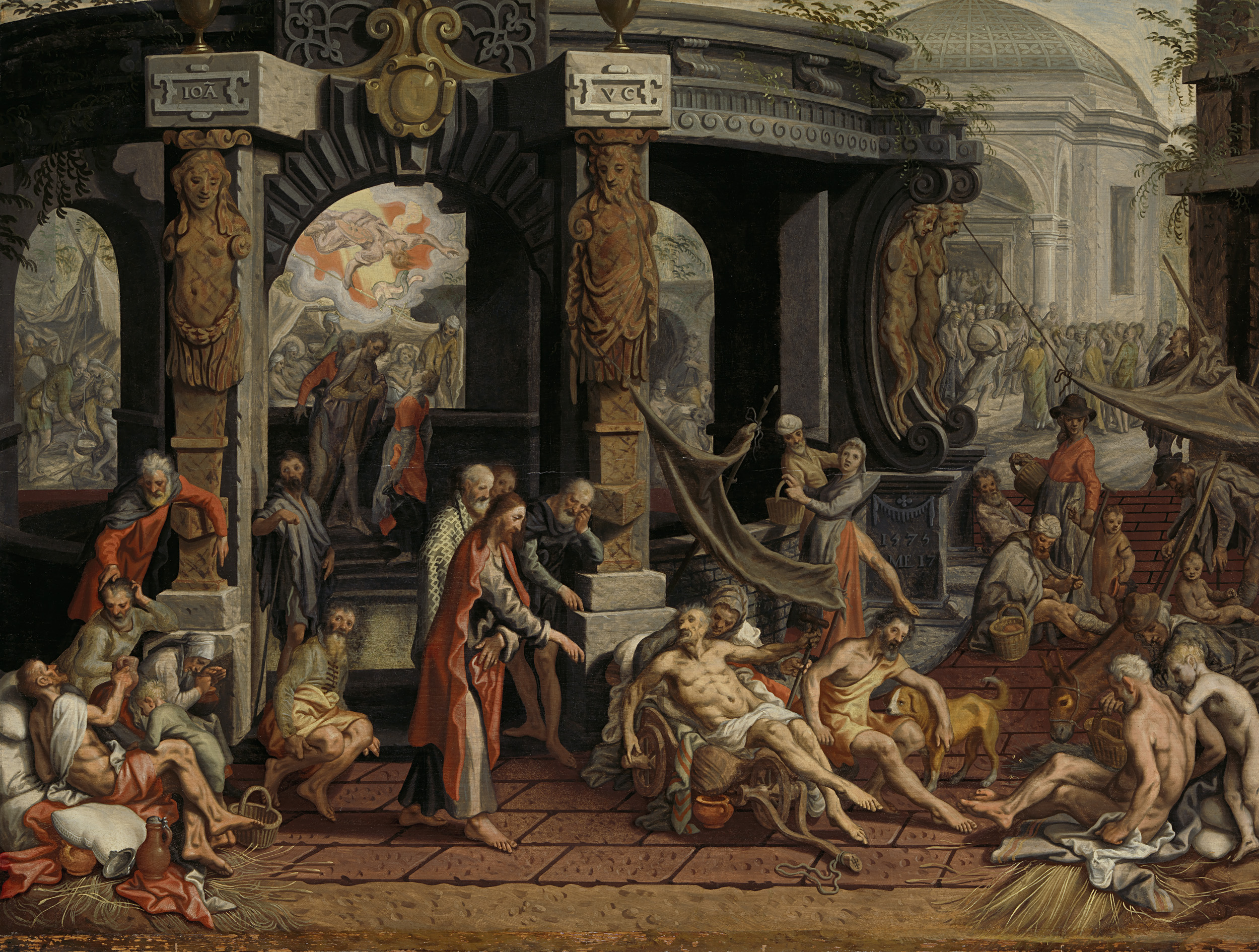
Pieter Aertsen: Heilung des Gelähmten von Bethesda. 1575, Rijksmuseum Amsterdam

Im christlichen Neuen Testament ist Bethesda einer von nur zwei Orten in Jerusalem, wo Jesus von Nazareth ein Wunder tut. Dieses Heilungswunder findet sich bei Johannes Joh 5,1-15 : Danach sollen in fünf Säulenhallen rund um den Teich „eine Menge Kranker, Blinder, Lahmer, Dürrer“ (Joh 5,3 ) gelegen haben, die darauf warteten, dass „ein Engel in den Teich herab[stieg] und […] das Wasser [bewegte]. Wer nun nach der Bewegung des Wassers zuerst hineinstieg, wurde gesund, mit welcher Krankheit er auch behaftet war.“ (Joh 5,4 ) Jesus traf dort auf einen bereits seit 38 Jahren gelähmten Mann, der aufgrund seiner Behinderung nicht zur rechten Zeit in das Wasser gelangen konnte. Auf den einfachen Befehl hin „Da sagte Jesus zu ihm: Steh auf, nimm deine Liege und geh!“ (Joh 5,8 ) konnte der Mann wieder gehen. Weil Jesus dieses Wunder jedoch am Sabbat tat, zog er sich dadurch den Zorn der Juden zu (Joh 5,9-16 ).
Das hier geschilderte Wunder ist historisch-kritisch in die Kategorie der Überbietungswunder einzuordnen. Jesus erweist sich mächtiger als alttestamentliche oder (in diesem Fall) heidnische Wundertäter. Zu beachten ist in diesem Zusammenhang, dass das Heilungswirken Jesu und die schließliche Genesung des Kranken in keinem Zusammenhang mit dem Wasser mehr steht, sondern nur durch das Wort erfolgt. Die Schilderung der Heilung an einem Sabbat ordnet die Erzählung in den Kontext der sog. „Sabbatkonflikte“ ein, in denen sich Jesus mit dem Sabbatgebot in der Tora und seiner Auslegung auseinandersetzt.
Wenngleich die Historizität der jesuanischen Wunder nicht zu beweisen ist, deutet der Bericht zumindest auf eine genaue Kenntnis der Lokalität hin. Die „Bewegung“ des Wassers könnte dadurch entstanden sein, dass Wasser aus dem zentralen Becken unter Verwendung einer Hebevorrichtung mit einem Schwall in die einzelnen Becken geleitet wurde.

## Namensgebungen
- In Tony Kushners Drama Angels in America ist der Bethesda-Brunnen im New Yorker Central Park ein Erlösungssymbol.
- Bethesda, ein Vorort von Washington, D.C.
- Die Kapelle Santa María de La Piscina in der Provinz La Rioja in Spanien ist nach dieser Badeanlage (spanisch Piscina) von Bethesda benannt. Weitere Kirchen finden sich unter Bethesdakirche.
- Die ehemalige „Diakonissenanstalt Bethesda“ in der Niederlößnitz ist über einige historische Etappen im Elblandklinikum Radebeul aufgegangen.
- Das Robert-Bosch-Krankenhaus Standort City in Stuttgart ist aus dem 1912 eröffneten Bethesda Krankenhaus hervorgegangen.
- Haus Bethesda, ehemaliges Krankenhaus, in Berlin-Kreuzberg
- Bethesda Softworks LLC, US-amerikanischer Videospiel-Entwickler